# Openluchtmuseum Het Hoogeland

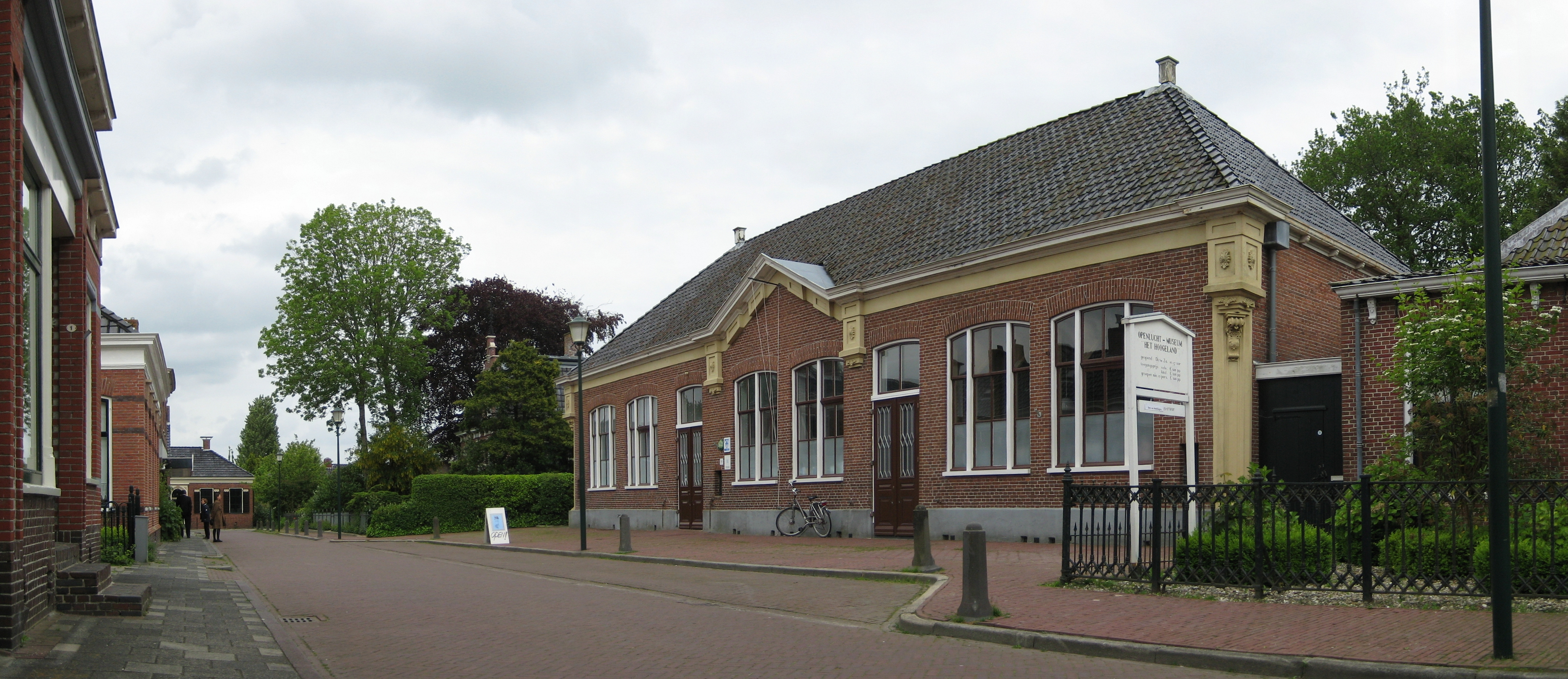
Het entreegebouw van het museum (2009)

Het Openluchtmuseum Het Hoogeland is een openluchtmuseum in het dorp Warffum, gemeente Het Hogeland, dat in de Nederlandse provincie Groningen ligt.

## Beschrijving
De naam van het openluchtmuseum, dat werd opgericht in 1959, is een verwijzing naar het Hogeland, het Noord-Groninger zeekleigebied waarin Warffum ligt. Door de eeuwen heen speelde de landbouw in deze regio een belangrijke rol. Het museum geeft een beeld van de geschiedenis van een Gronings plattelandsdorp tot 1920. Ook besteedt het museum aandacht aan thema's als oude ambachten, neringdoenden, verzorging en onderwijs. De meeste panden van het openluchtmuseum, dat deel uitmaakt van de dorpskern van Warffum, staan op de plaats waar ze oorspronkelijk werden gebouwd. In de loop der jaren is Het Hoogeland uitgebreid met panden die afkomstig zijn van locaties in de omliggende regio. Sommige gebouwen hebben tevens een woonfunctie.

## Collectie

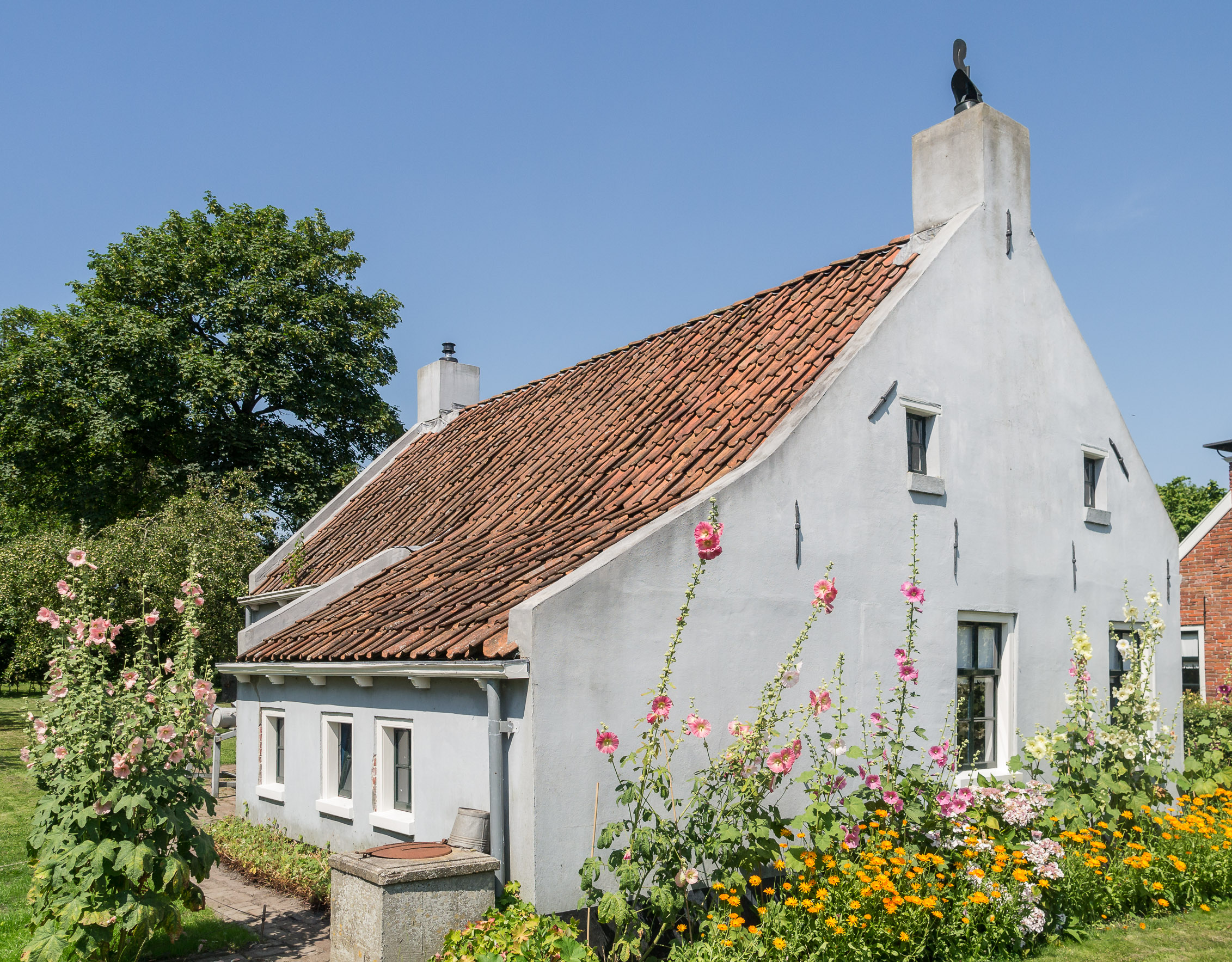
Het Blauhoes (2014)

Tot de collectie van het openluchtmuseum behoren onder meer de volgende gebouwen.
- Het Schoolgebouw, dat dateert uit het einde van de negentiende eeuw, is het entreegebouw van het museum. Het wordt gebruikt als expositieruimte. Eén lokaal is ingericht als een klaslokaal van een plattelandsschool rond 1920.
- Het Huis Markus, ook de Joodse slagerij genoemd, is de voormalige woning van de joodse koopman Abraham Markus en een van de vier joodse slagerijen die Warffum rond 1900 kende. In het pand, dat in 1834 werd gebouwd, wordt het joodse leven op het Hogeland geschetst. Naast het gebouw staat een achttiende-eeuwse stookhut, die afkomstig is uit Faan, een dorpje in het Groninger Westerkwartier.
- De Kosterij is de voormalige kosterswoning van Warffum. Twee kamers en de keuken van het pand zijn op negentiende-eeuwse wijze ingericht, de tijd waaruit het gebouw stamt.
- Bie Koboa is een dorpskroeg annex winkeltje, ingericht zoals het gebouwtje er rond 1850 uitzag. Het is genoemd naar de laatste uitbaatster, Jacoba Werkema.
- Het Huis Laméris is het voormalige woonhuis van de eerste rijksgediplomeerde veearts in Warffum, Kornelis Jacobus Laméris. In het gebouw zijn een werkkamer, een koetshuis en een veeartsenij met stallen te zien.
- Het Venhoes, in 1790 als eenkamerwoning gebouwd, is ingericht als negentiende-eeuwse daglonerswoning. Het huisje is genoemd naar Jantje Venhuizen, de laatste bewoonster.
- Het Blauhoes is een dijkhuisje, dat in 1850 in Den Andel werd gebouwd. Het is ingericht als een dorpsdrukkerij en woning zoals die er rond 1920 uitzagen.
- De Vaarverij, een gebouw dat eveneens uit 1850 stamt, is een woonhuis uit Uithuizen, dat is ingericht als woning en schilderswerkplaats rond 1900.
- Het Schippershoes werd oorspronkelijk in 1861 in Termunterzijl gebouwd. In het pand worden het leven van een negentiende-eeuwse zeeman en de geschiedenis van het Waddeneiland Rottumeroog getoond.
- Het Vrouwe Fransens Gasthuis, een particulier gasthuis voor oude vrouwen dat uit 1668 dateert, stond vroeger in de stad Groningen.
- Molen De David is een kleine zaagmolen uit 1890, die oorspronkelijk in Thesinge stond en in 2013 na een complete restauratie op het museumterrein is geplaatst.
- Een dorpssmederij annex rijwielhandel, ingericht naar een beeld uit 1917.

Ook is op het museumterrein een woonwagen uit circa 1920 te zien, zoals die werd gebruikt door rondreizende handelaren, stoelenmatters en scharenslijpers, die overal in de provincie hun diensten aanboden. Een tweede stookhut en een tbc-huisje vervolmaken de collectie gebouwen van het museum. Ten slotte beschikt het museum over een collectie archeologische objecten, in hoofdzaak afkomstig uit het noordelijk zeekleigebied. Het monumentale pand waarin vroeger de kleuterschool en gymzaal waren ondergebracht, is na een uitgebreide renovatie en verbouwing eind 2013 in gebruik genomen als museumcafé en auditorium.

## Educatieve functie
Het Hoogeland biedt ook educatieve programma's aan. Voor basisschoolleerlingen heeft het museum daartoe een speciaal pakket ontwikkeld, dat aansluit bij enkele in het geschiedenisonderwijs veelgebruikte lesmethodes.

## Galerij

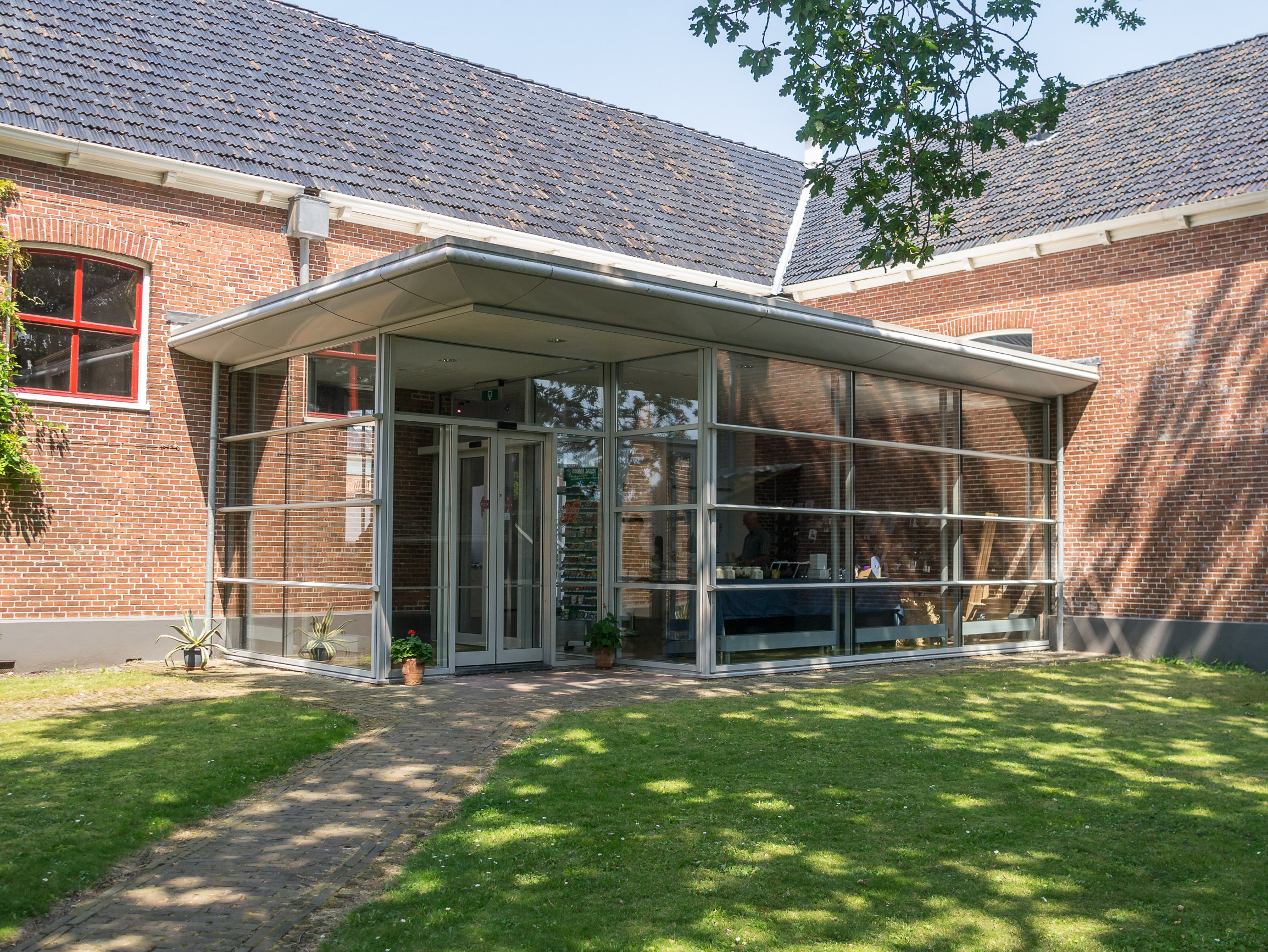
Hoofdgebouw, achterzijde (2014)
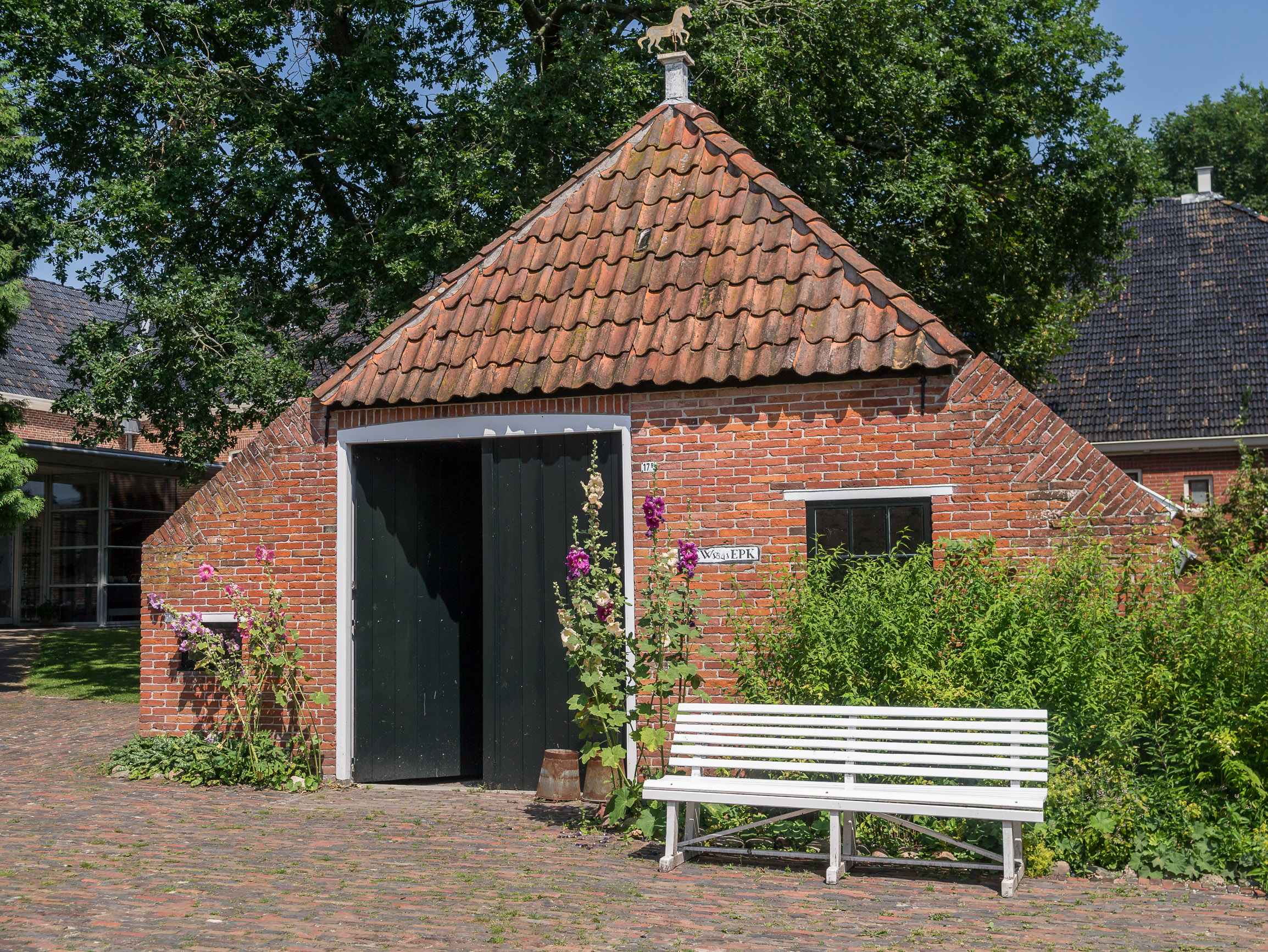
Schutstal (2014)
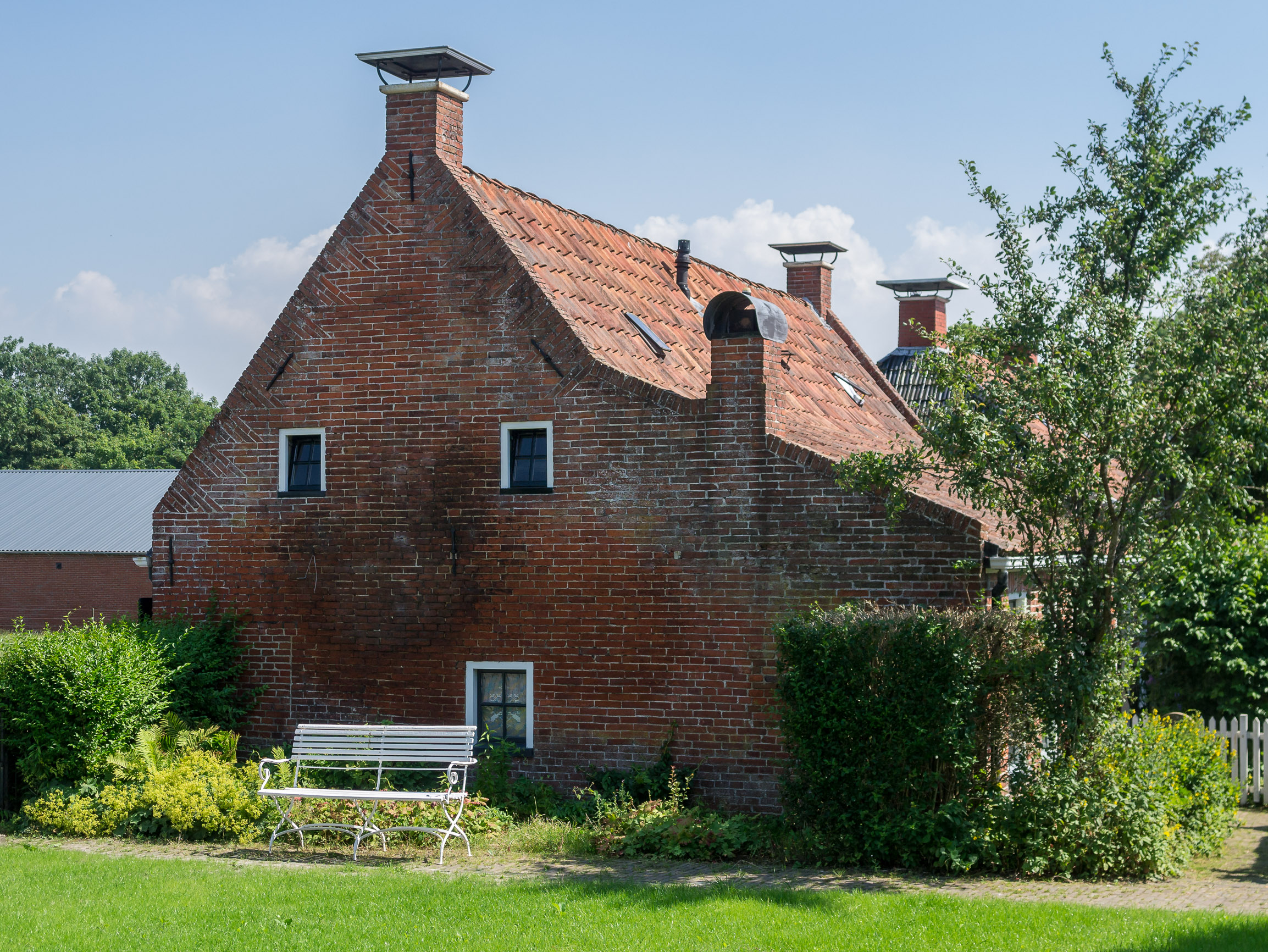
De Joodse slagerij (2014)
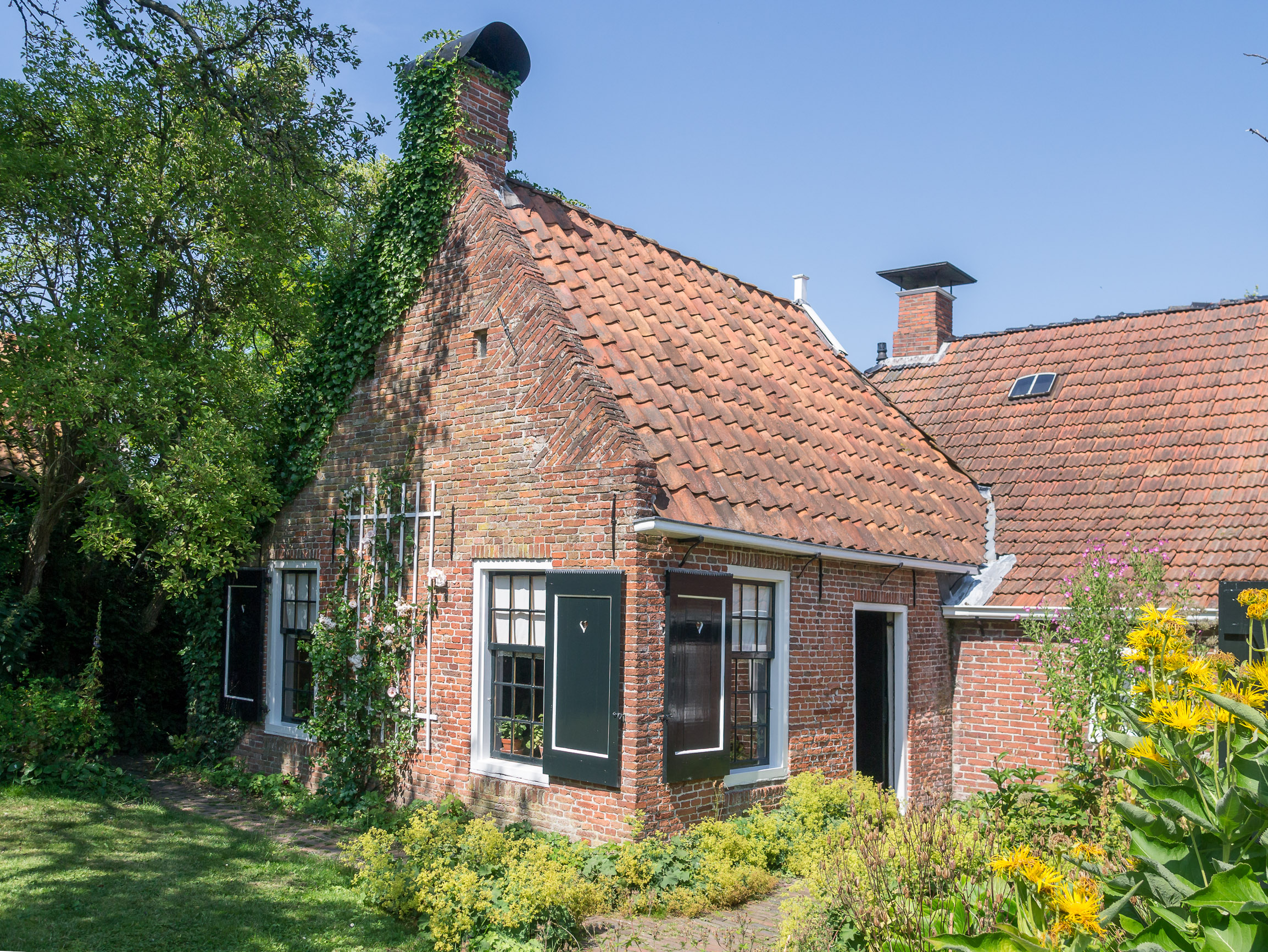
Het Venhoes (2014)
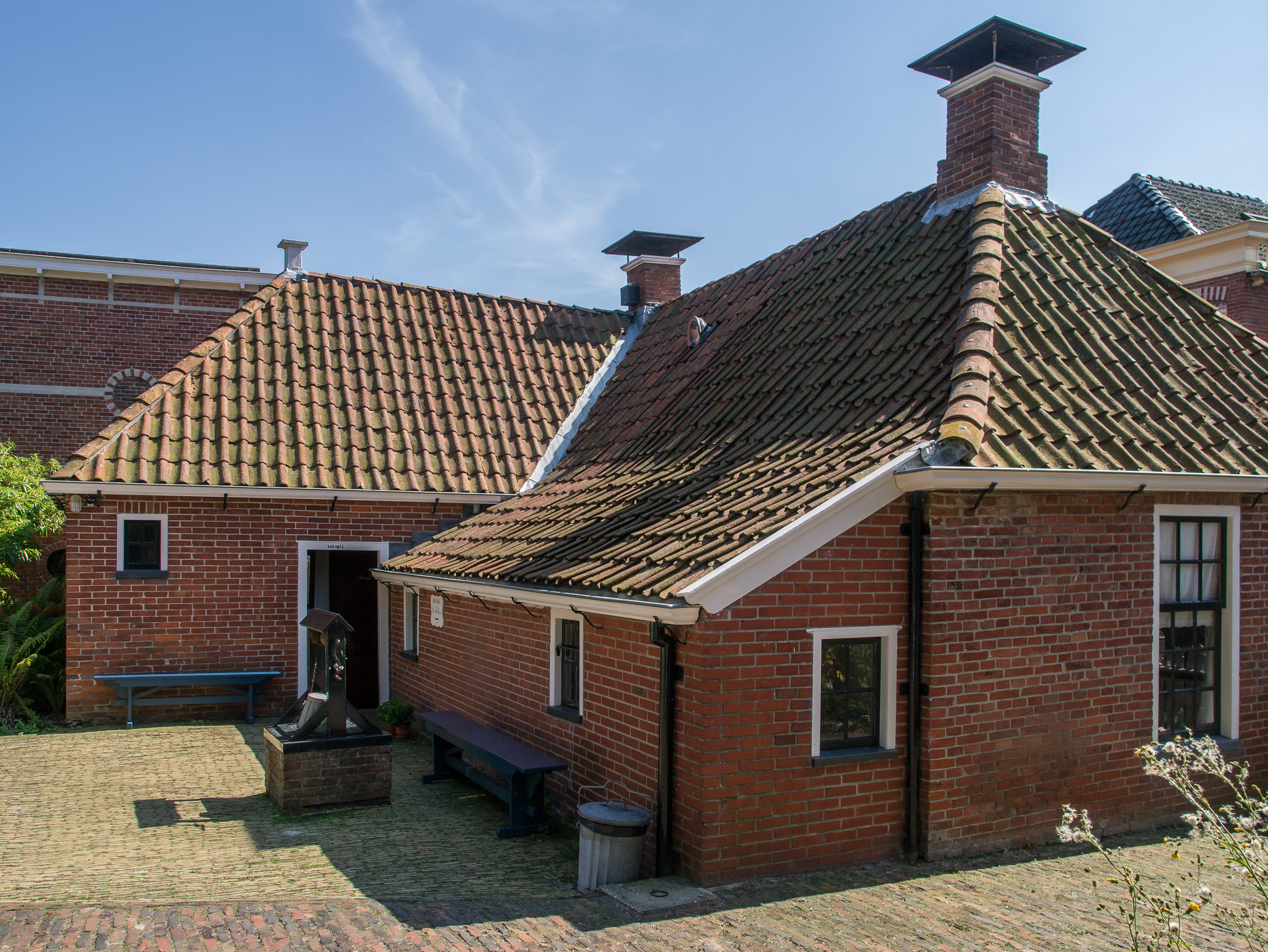
Dorpskroeg Bie Koboa (2014)
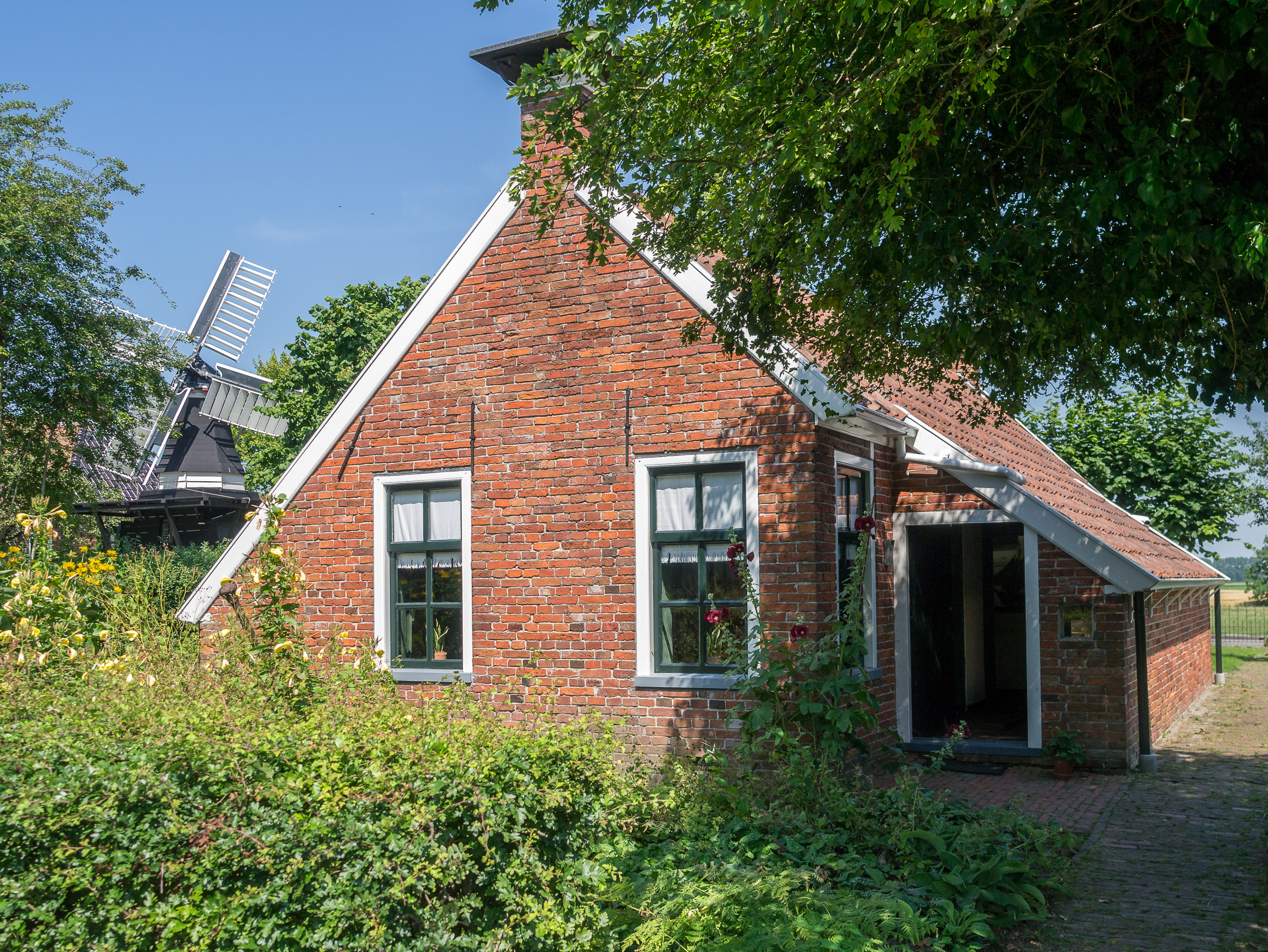
Het Schippershoes (2014)
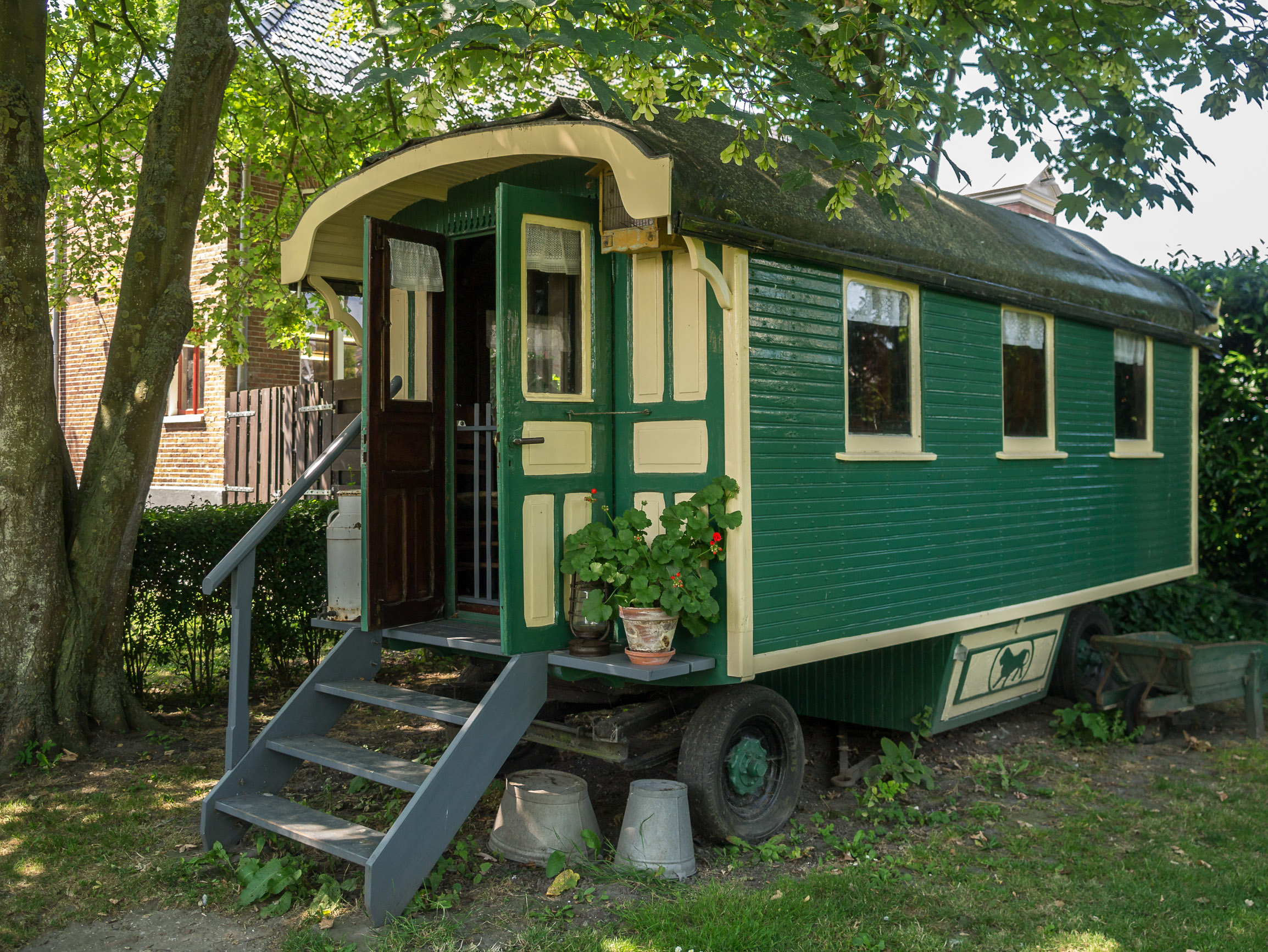
Woonwagen (2014)
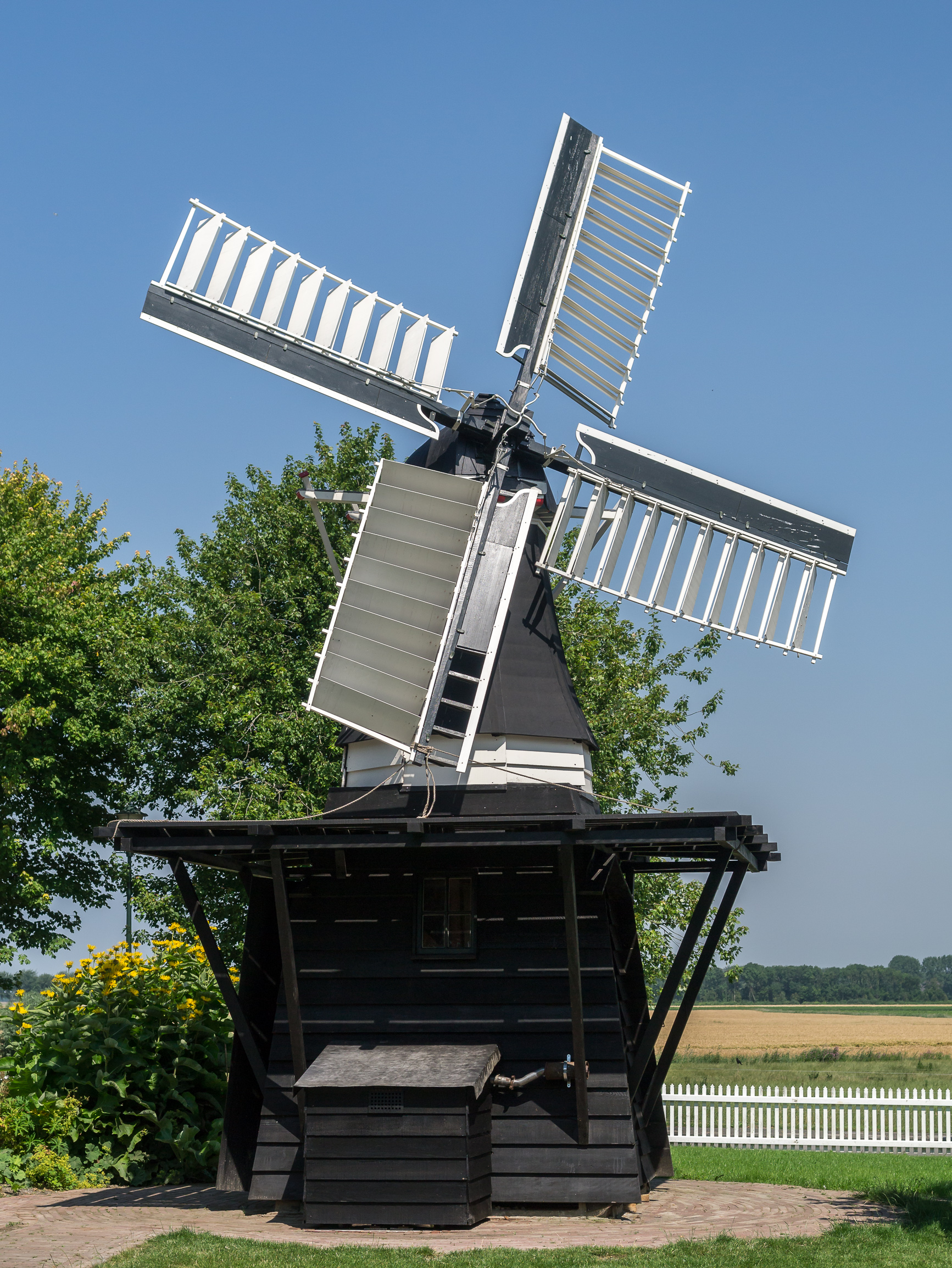
Zaagmolen De David (2014)
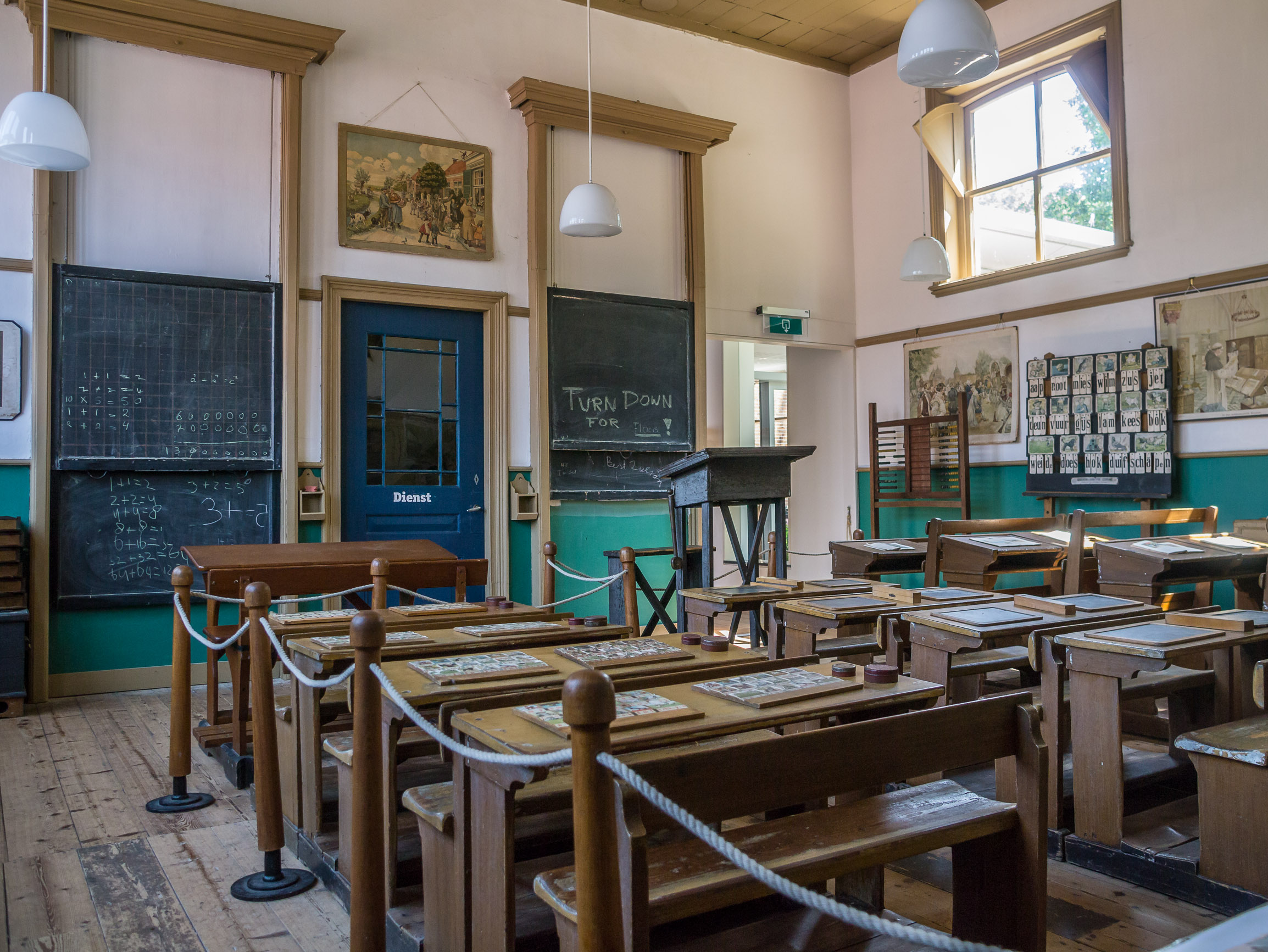
Klaslokaal (2014)